# 私人飛行執照

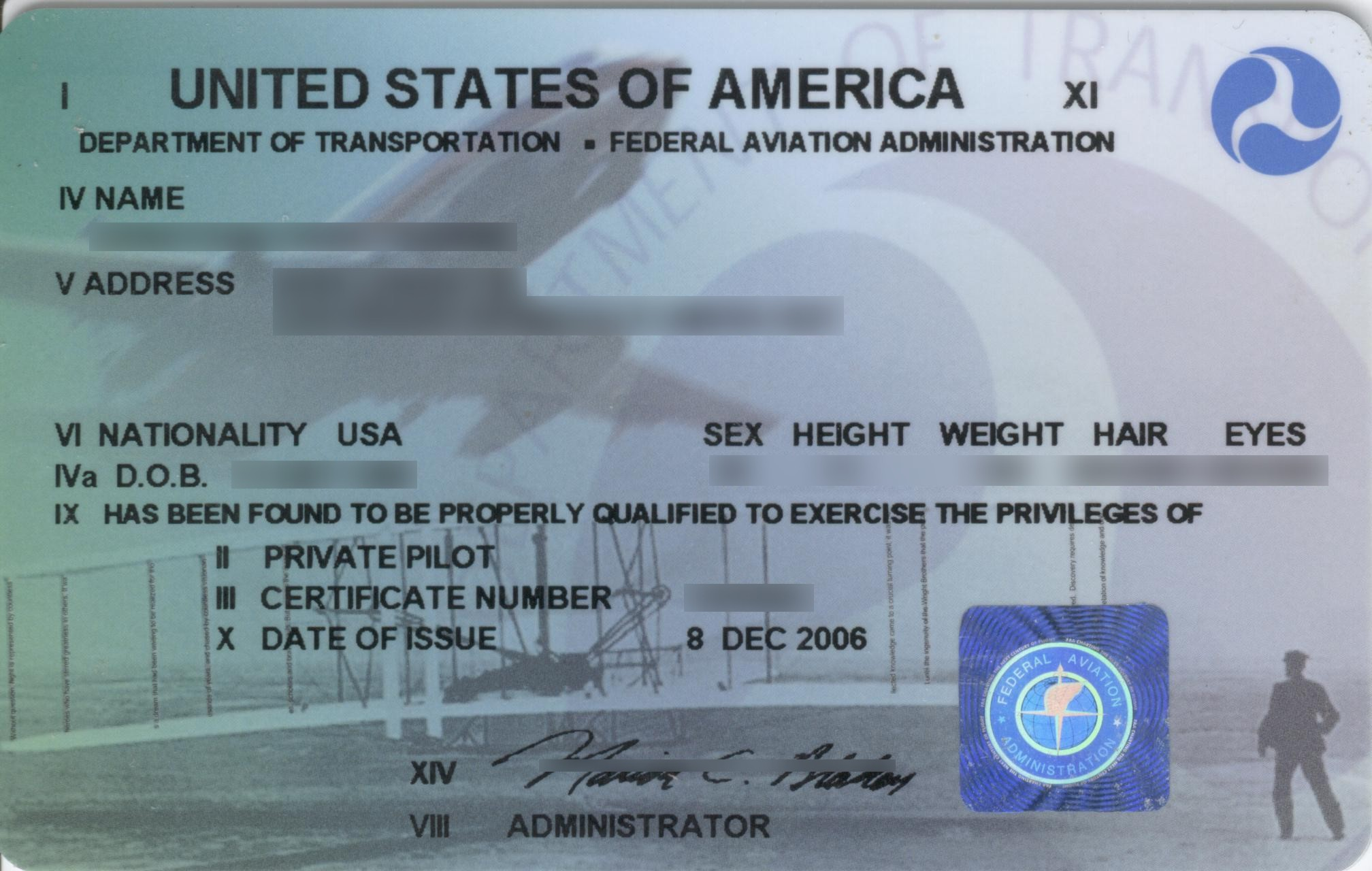
美國執照，印有萊特兄弟及萊特飛行器

私人飛行執照（英語：Private Pilot Licence，簡稱PPL，美國稱之爲Private Pilot Certificate）是一種執照，持有人可以以機長身份、不受僱用的形式駕駛私人航空器進行飛行活動。

## 發行機構
由該國家／地區的民航當局負責發行，例如美國的私人飛行執照由聯邦航空總署發行執照，歐洲則由联合航空局或歐洲航空安全局負責。

## 資格
私人飛行執照持有者必須通過丙類航空人員體格（部份國家為乙類）。美國對於開始進行飛行訓練的没有特殊規定，年滿14歲后便可申請滑翔機和氣球訓練及單飛的學生飛行執照，而定翼機則需年滿16歲。而私人飛行執照的申請年齡比學生飛行駕照要高，需年滿16歲后才能申請滑翔機和氣球，而定翼機則需17歲。
根據國際民航組織規定，取得私人飛行執照的學生必須順利完成至少40小時（歐洲和加拿大為45小時）的飛行培訓，通過7科筆試，完成越野飛行，單人飛行至少10小時等。在美國Part 141學校下，只需35小時的飛行便可；而Part 61則需要40小時。當累積足夠時數後，便可進行口試及飛行檢定(Checkride)。然而，美國學生平均花75小時才能考取執照。

## 執照種類

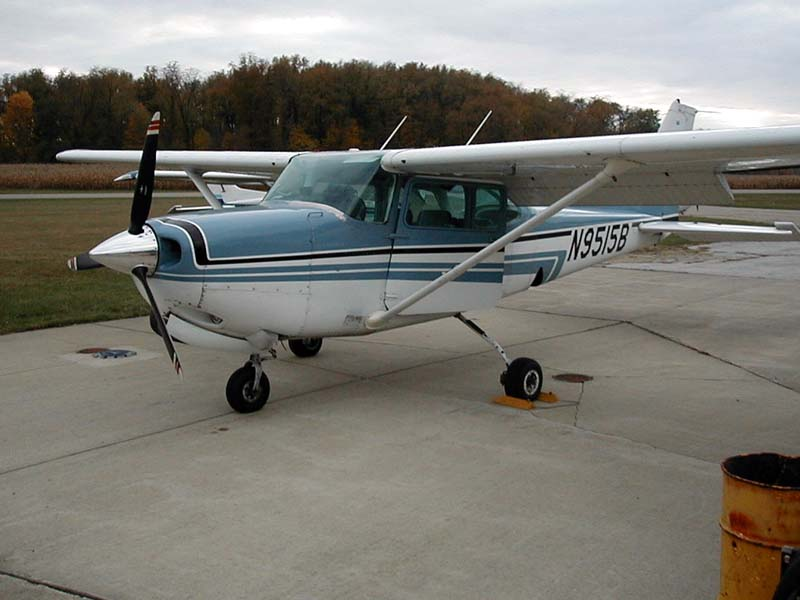
塞斯納 172是美國最常見的訓練機之一，駕駛此飛機只需要單引擎陸地執照便可。此外這款飛機可用作夜間飛行訓練、儀器飛行訓練、商業飛行訓練。

不同類型的飛行器都有不同類型的執照，一人可以同時間擁有多個執照。執照的種類如下：
- 飛機
  - 單引擎陸地
  - 單引擎海上
  - 多引擎陸地
  - 多引擎海上
- 旋翼航空器
  - 直升機
  - 自轉旋翼機
- 滑翔機
- 飛行器
  - 飛船
  - 氣球
- 动力升力航空器
- 动力伞
  - 动力伞陸上
  - 动力伞海上
- 超輕型載具
  - 超輕型載具陸上
  - 超輕型載具海上

## 限制及子執照
縱使取得私人飛行執照，仍有相當多的限制，包括只能在良好天氣、日間的情況下進行目視飛行，只能操作單引擎飛機。然而可以透過考取更多執照解除這些限制，夜間飛行執照(Night Rating)能在晚上進行飛行，而儀器飛行執照(Instrument Rating)則能在能見度較低、天氣不佳情況下飛行，多發引擎執照(Multi Engine Rating)則能操作兩個引擎以上的飛機。這些執照都需要通過飛行檢定。

## 附加認可
某些機型需要特別受訓的機師才能操作，這些認可只需要認證的飛行教練給于學生指導便可，不需要通過飛行檢定。美國聯邦航空條例Sec 61.31中對這些認可分為：
- 翼輪
- 複雜飛機（如可收縮起落架）
- 高性能飛機（有一個或多個超過200hp的引擎）